# José Maria de Souza-Botelho
Dom José Maria de Souza Botelho (José Maria de Sousa Botelho Mourão e Vasconcelos), marquis de Souza-Botelho, 2e seigneur de Vila Real, né à Porto en 1758 et mort à Paris en 1825, est un diplomate et littérateur portugais. 
Il fit de bonnes études à l’université de Coïmbre, puis entra dans l’armée, qu’il quitta en 1791. José Maria de Souza entra alors dans la diplomatie. Après avoir été ministre plénipotentiaire en Suède (1791), puis en Danemark (1795), il revint en Portugal en 1799, remplit ensuite des missions à Madrid, à Londres et à Berlin, et alla, en 1802, occuper le poste de ministre plénipotentiaire à Paris. 
Veuf, à cette époque, d’une Noronha, dont il eut un fils, le comte José Luís de Souza, il épousa en secondes noces la veuve du comte de Flahaut, qui devait donner à son nom un grand éclat. Le marquis de Souza fut très bien accueilli, ainsi que sa femme, à la petite cour de Napoléon Bonaparte. 
Le cabinet britannique, irrité de ce qu’il eût hautement blâmé les agissements de Drake, ministre anglais à Munich, demanda et obtint qu’il fût rappelé de Paris (1805). Souza fut nommé ministre plénipotentiaire à Saint-Pétersbourg, mais il refusa ce poste pour rester à Paris, où il s’adonna entièrement à son goût pour les lettres. 
Admirateur de l'épopée des Lusiades de l'écrivain portugais Luís de Camões, il résolut de donner de ce poème une réédition splendide qui parut à Paris (1817, in-4°) chez Firmin Didot et qu’il enrichit de gravures. Cette réimpression ne fut cependant pas faite sur la bonne édition des Lusiades, laquelle date de 1572 ; José Maria de Souza, pour réparer cette erreur, fit une seconde édition du poème (1819, in-8°), avec des variantes et une notice sur Camões. 
Il publia en outre une traduction en portugais des Lettres portugaises (1824) et démontra dans une notice que, sur les onze lettres, il n’y en avait que cinq d’authentiques. Il avait commencé une Histoire du Portugal, que sa mauvaise santé l’empêcha de continuer. Il n’avait pas eu d’enfants de sa seconde femme.

## Source
« José Maria de Souza-Botelho », dans Pierre Larousse, Grand dictionnaire universel du XIXe siècle, Paris, Administration du grand dictionnaire universel, 15 vol., 1863-1890 [détail des éditions].